# Ronaldo Cisneros
Ronaldo Cisneros Morell (* 8. Januar 1997 in Torreón, Coahuila) ist ein mexikanischer Fußballspieler auf der Position eines Stürmers.

## Leben

### Verein
Cisneros begann seine fußballerische Laufbahn im Nachwuchsbereich seines Heimatvereins Santos Laguna, bei dem er 2014 seinen ersten Profivertrag erhielt.
Nachdem er nur selten für die erste Mannschaft von Santos Laguna zum Einsatz gekommen war, wechselte Cisneros Anfang 2018 zum Club Deportivo Guadalajara, für den er gleich in seinem ersten Punktspiel der Liga MX beim Club Necaxa einen Treffer erzielte. Mit seinem Treffer zur 2:1-Führung in der 64. Minute stellte Cisneros die Weichen zum 3:1-Sieg seiner neuen Mannschaft.
Trotz diesem genialen Einstieg blieb Cisneros ein ähnliches Schicksal wie bei seinem vorherigen Arbeitgeber nicht erspart; denn er kam auch bei Guadalajara nur sporadisch für die erste Mannschaft zu Einsätzen und spielte häufig auf Leihbasis für unterklassige Vereine; wie zuletzt den Club Deportivo Tapatío, ein Farmteam des Club Deportivo Guadalajara.

### Nationalmannschaft
Cisneros nahm mit der mexikanischen U-20-Auswahl an der U-20-Fußball-Weltmeisterschaft 2017 teil, bei der ihm 2 Treffer gelangen; einer beim 3:2-Auftaktsieg im Gruppenspiel gegen Vanuatu und ein weiterer kurz vor Spielende zum 1:0-Sieg im Achtelfinale gegen Senegal, wodurch das Viertelfinale erreicht wurde, in dem Mexiko 0:1 gegen den späteren Weltmeister England unterlag.